# Виборчий округ 216
Виборчий округ 216 — виборчий округ в місті Києві. В сучасному вигляді був утворений 28 квітня 2012 постановою ЦВК №82 (до цього моменту існувала інша система виборчих округів). Окружна виборча комісія цього округу розташовується в будівлі Дніпровської районної в місті Києві державної адміністрації за адресою м. Київ, бульв. Івана Котляревського, 1/1.
До складу округу входять частини Дарницького (територія на північний схід від вулиці Ревуцького, вулиці Архітектора Вербицького та Парку партизанської слави, а також озеро Вирлиця і промзона навколо нього) і Дніпровського (територія між проспектом Соборності, разом з його уявним продовженням на схід, і залізницею, на схід від вулиці Вифлеємської) районів. Виборчий округ 216 межує з округом 214 на заході, з округом 215 на північному заході, з округом 214 на півночі, з округом 98 на північному сході і на сході та з округом 212 на півдні і на південному заході. Виборчий округ №216 складається з виборчих дільниць під номерами 800157-800204, 800408-800430, 800435-800437 та 801075.

## Народні депутати від округу
| Ім'я                          | Фото | Партія         | Скликання | Дата набуття повноважень | Дата припинення повноважень |
| ----------------------------- | ---- | -------------- | --------- | ------------------------ | --------------------------- |
| Ляпіна Ксенія Михайлівна      |      | Батьківщина    | 7-ме      | 12 грудня 2012           | 27 листопада 2014           |
| Супруненко Олександр Іванович |      | самовисуванець | 8-ме      | 27 листопада 2014        | 29 серпня 2019              |
| Забуранна Леся Валентинівна   |      | Слуга народу   | 9-те      | 29 серпня 2019           |                             |

## Результати виборів

### Парламентські

#### 2019
Кандидати-мажоритарники:
- Забуранна Леся Валентинівна (Слуга народу)
- Павлик Віталій Андрійович (самовисування)
- Левін Володимир Ілліч (Європейська Солідарність)
- Дубій Ігор Валерійович (Опозиційна платформа — За життя)
- Тесленко Павло Петрович (самовисування)
- Юсов Андрій Володимирович (Громадянська позиція)
- Ковальчук Михайло Миколайович (Батьківщина)
- Боднар Богдана Євгеніївна (самовисування)
- Перехрест Андрій Володимирович (Самопоміч)
- Зеленський Олександр Петрович (самовисування)
- Рекун Андрій Іванович (самовисування)
- Паладій Сергій Володимирович (самовисування)
- Проскуріна Марина Григорівна (Опозиційний блок)
- Іванова Галина Петрівна (самовисування)
- Поліщук Олексій Володимирович (самовисування)
- Гарницький Павло Петрович (самовисування)
- Журавльова Наталія Валеріївна (самовисування)
- Свищук Данило Олександрович (самовисування)
- Мельник Дмитро Григорович (самовисування)
- Малий Владислав Анатолійович (самовисування)

#### 2014
Кандидати-мажоритарники:
- Супруненко Олександр Іванович (самовисування)
- Ляпіна Ксенія Михайлівна (Народний фронт)
- Кучеренко Олексій Юрійович (Блок Петра Порошенка)
- Боднар Богдана Євгеніївна (самовисування)
- Лапіна Наталія Олексіївна (самовисування)
- Воронов Роман В'ячеславович (Радикальна партія)
- Іванова Галина Петрівна (самовисування)
- Вейдер Дарт Володимирович (самовисування)
- Очкур Віктор Іванович (Воля)
- Графський Дмитро Петрович (самовисування)
- Яковлєв Олександр Валер'янович (самовисування)
- Кучер Сергій Леонідович (самовисування)
- Куліков Борис Георгійович (самовисування)
- Давиденко Євген Віталійович (самовисування)
- Ляшко Катерина Дмитрівна (самовисування)
- Міщенко Микола Онофатович (самовисування)
- Дикун Яніна Миколаївна (самовисування)
- Толкачов Микола Миколайович (самовисування)
- Железняк Віталій Федорович (самовисування)
- Гарницький Павло Петрович (самовисування)
- Філозоф Микита Леонідович (самовисування)
- Лагода Тетяна Вікторівна (самовисування)
- Дюбченко Ігор Олександрович (самовисування)
- Струкова Людмила Василівна (самовисування)
- Широкостюк Тетяна Олегівна (самовисування)
- Лєвін Анатолій Володимирович (самовисування)
- Ворчилов Євген Георгійович (самовисування)
- Осипенко Олена Миколаївна (Ліберальна партія України)

#### 2012
Кандидати-мажоритарники:
- Ляпіна Ксенія Михайлівна (Батьківщина)
- Супруненко Олександр Іванович (самовисування)
- Давиденко Олексій Володимирович (УДАР)
- Куліков Олексій Костянтинович (самовисування)
- Свищук Данило Олександрович (Партія регіонів)
- Аксененко Сергій Іванович (Комуністична партія України)
- Довгий Віктор Олександрович (самовисування)
- Новожилов Борис Валерійович (самовисування)
- Гетьман Олена Юріївна (Радикальна партія)
- Ястремський Сергій Вікторович (самовисування)
- Петранюк Володимир Іванович (Конгрес українських націоналістів)
- Воронін Дмитро Олександрович (самовисування)
- Хоменко Віктор Олексійович (самовисування)
- Черновол Юрій Вікторович (самовисування)
- Каплинська Олександра Вячеславівна (самовисування)
- Євчун Андрій Миколайович (Україна — Вперед!)
- Самсон Юрій Петрович (самовисування)
- Даниленко Віталій Васильович (самовисування)
- Фесенко Аліна Володимирівна (Соціалістична партія України)
- Бутенко Олена Василівна (самовисування)
- Кулик Олег Володимирович (Християнсько-демократична партія України)
- Полуектов Юрій Євгенович (самовисування)
- Очкур Віктор Іванович (Собор)
- Веретьонкін Володимир Вікторович (самовисування)
- Герасимчук Володимир Володимирович (самовисування)
- Яковчук Михайло Юрійович (самовисування)
- Андрощук Сергій Борисович (самовисування)

## Явка
Явка виборців на окрузі: